# 浙江农商联合银行

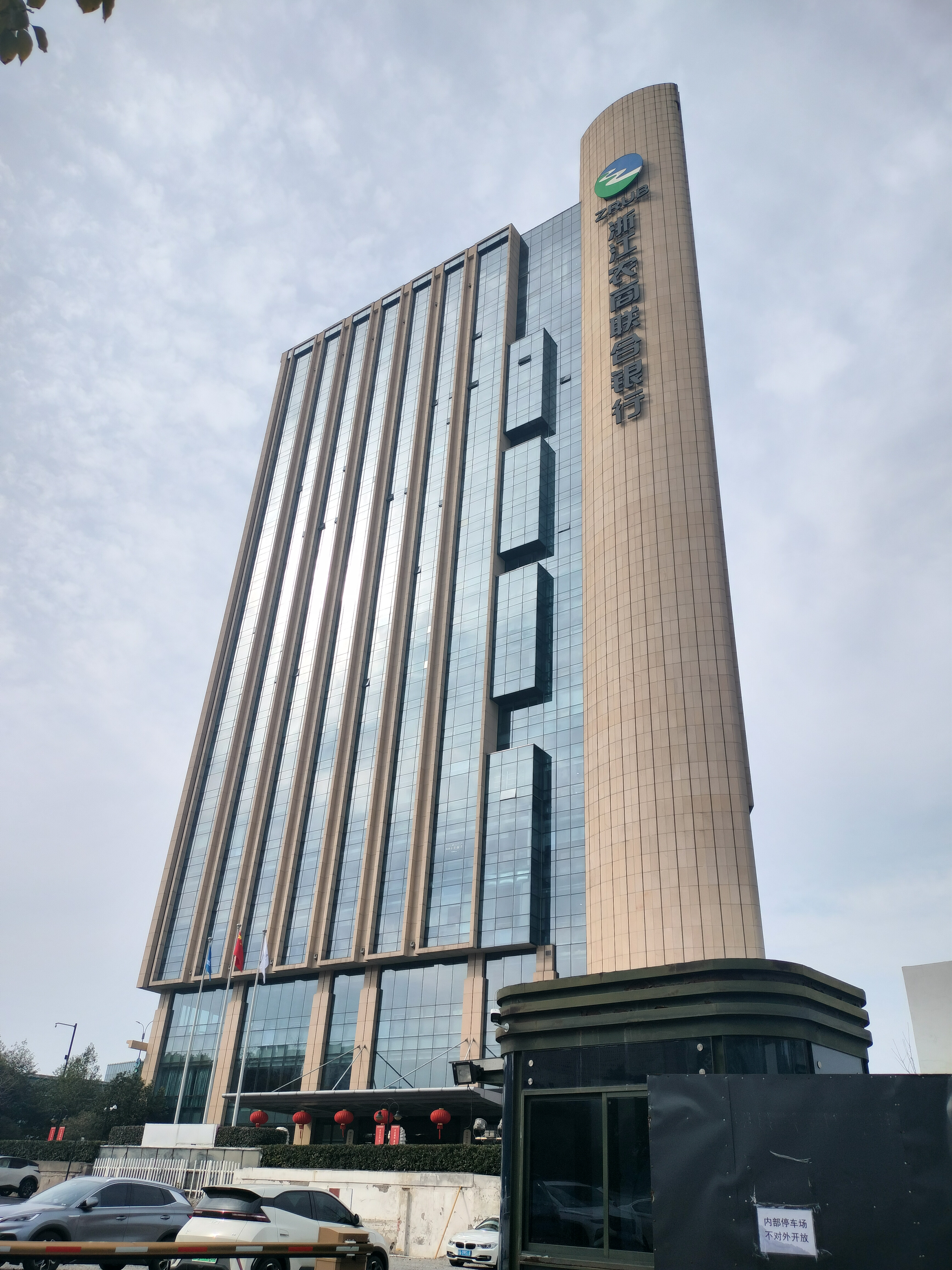
总部大楼

浙江农商联合银行（浙江农村商业联合银行股份有限公司）是总部位于杭州的地方性股份银行，成立于2022年4月18日，前身是2004年4月18日成立的浙江省农村信用社联合社（简称浙江农信）。它的成立“标志着全国深化农信社改革的‘第一单’正式落地。”首任董事长王小龙，首任行长金丽丽。

## 概况
截止2024年4月：
- 下辖82家县（市、区）农商银行、农信联社
- 4000余个网点
- 1万余家丰收驿站（金融服务点）
- 5万多名员工
- 各项存款余额4.74万亿
- 各项贷款余额3.62万亿（连续多年位列浙江省银行业和全国农信首位）